# یونسربرگ
یونسربرگ (به آلمانی: Dünserberg) یک شهر در اتریش است که در ناحیه فلدکیرش واقع شده‌است. یونسربرگ ۵٫۵۵ کیلومتر مربع مساحت دارد ۱٬۲۷۰ متر بالاتر از سطح دریا واقع شده‌است.